# Sampir (Waringinkurung)
Sampir is een bestuurslaag in het regentschap Serang van de provincie Banten, Indonesië. Sampir telt 2077 inwoners (volkstelling 2010).